# Дачное сельское поселение
Да́чное се́льское поселе́ние — сельское поселение в Теньгушевском районе Республики Мордовия. Образовано в 2004 году в границах, определённых Законом Республики Мордовия от 28 декабря 2004 года.

## Состав сельского поселения
В состав сельского поселения входят:
| № | Населённый пункт | Тип населённого пункта          | Население |
| - | ---------------- | ------------------------------- | --------- |
| 1 | Дачный           | посёлок, административный центр | ↘655      |
| 2 | Коляево          | деревня                         | ↘7        |

## Население
| 2002 | 2010 | 2012 | 2013 | 2014 | 2015 | 2016 |
| ---- | ---- | ---- | ---- | ---- | ---- | ---- |
| 708  | ↘662 | ↘650 | ↘637 | ↘617 | ↘607 | ↘584 |
| 2017 | 2018 | 2019 | 2020 | 2021 |      |      |
| ↘564 | ↘563 | ↘534 | ↘531 | ↘511 |      |      |